# COPB1
COPB1‏ (Coatomer protein complex subunit beta 1) هوَ بروتين يُشَفر بواسطة جين COPB1 في الإنسان.